# Ancylistes parabiacutus
Ancylistes parabiacutus là một loài bọ cánh cứng trong họ Cerambycidae.